# Wallrafovo–Richartzovo muzeum
Wallrafovo–Richartzovo muzeum (německy Wallraf-Richartz-Museum & Fondation Corboud, Wallrafovo–Richartzovo muzeum & Corboudova nadace, zkráceným sloganem Wallraf das Museum) v Kolíně nad Rýnem je jedna z největších obrazových galerií Německa. Disponuje světově nejrozsáhlejší sbírkou středověkého malířství, zejména takzvané kolínské školy, a díky zápůjčce Corboudovy sbírky také největší německou sbírkou impresionismu a postimpresionismu. Původ galerie sahá až k jezuitským sbírkám umění z poloviny 16. století; vznik muzea umožnil odkaz sběratele a posledního rektora staré kolínské univerzity Ferdinanda Franze Wallrafa (1748–1824) a štědrý finanční dar měšťana Johanna Heinricha Richartze (1795–1861), po nichž muzeum nese jméno. Svou sbírku impresionistů muzeu zapůjčil švýcarský sběratel Gérard Corboud (1925–2017) roku 2001, čímž i se jeho jméno dostalo do názvu instituce.

## Galerie

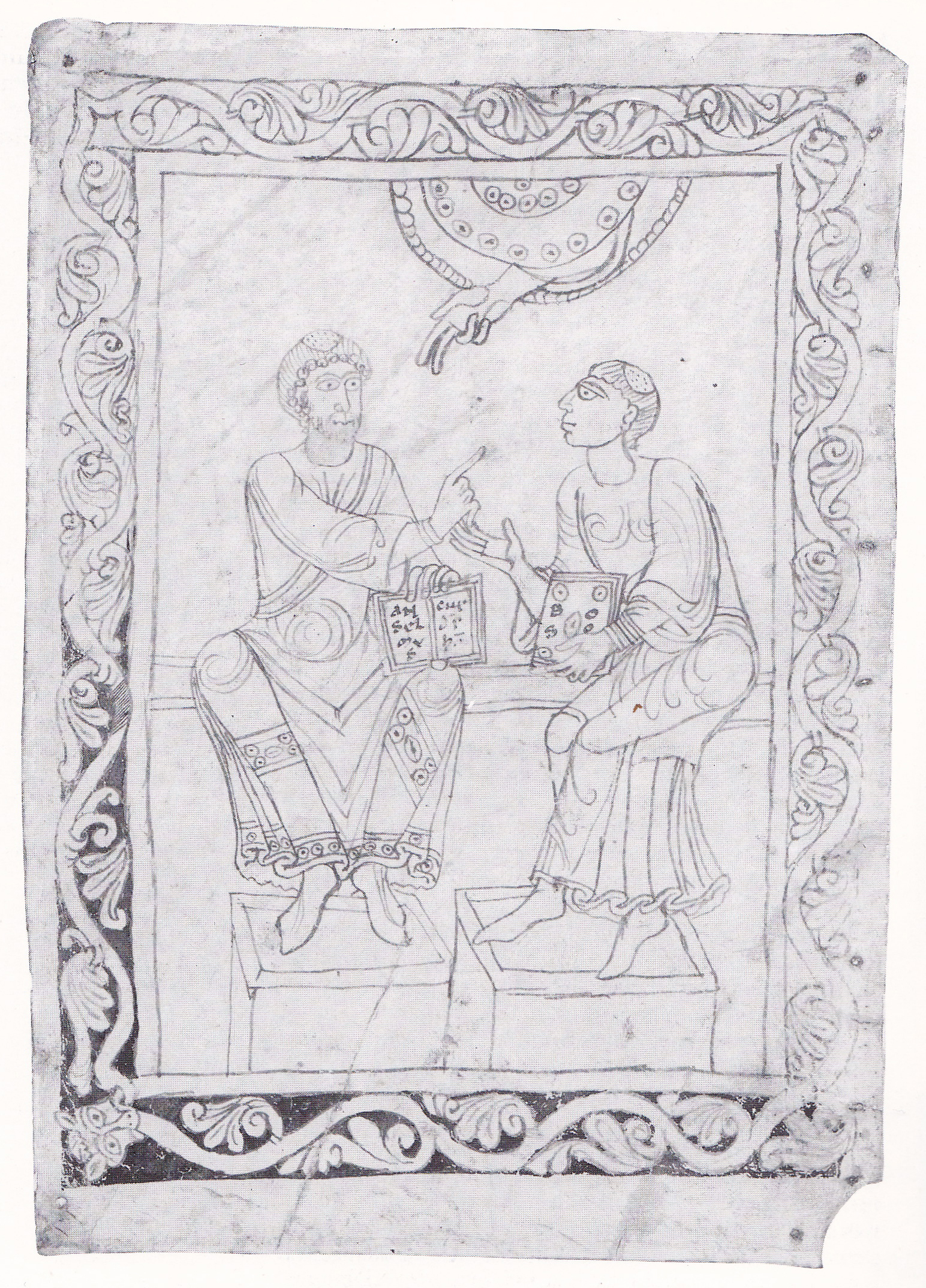
Disputace Anselma z Canterbury, inkoust na pergamenu, Anglie asi 1100
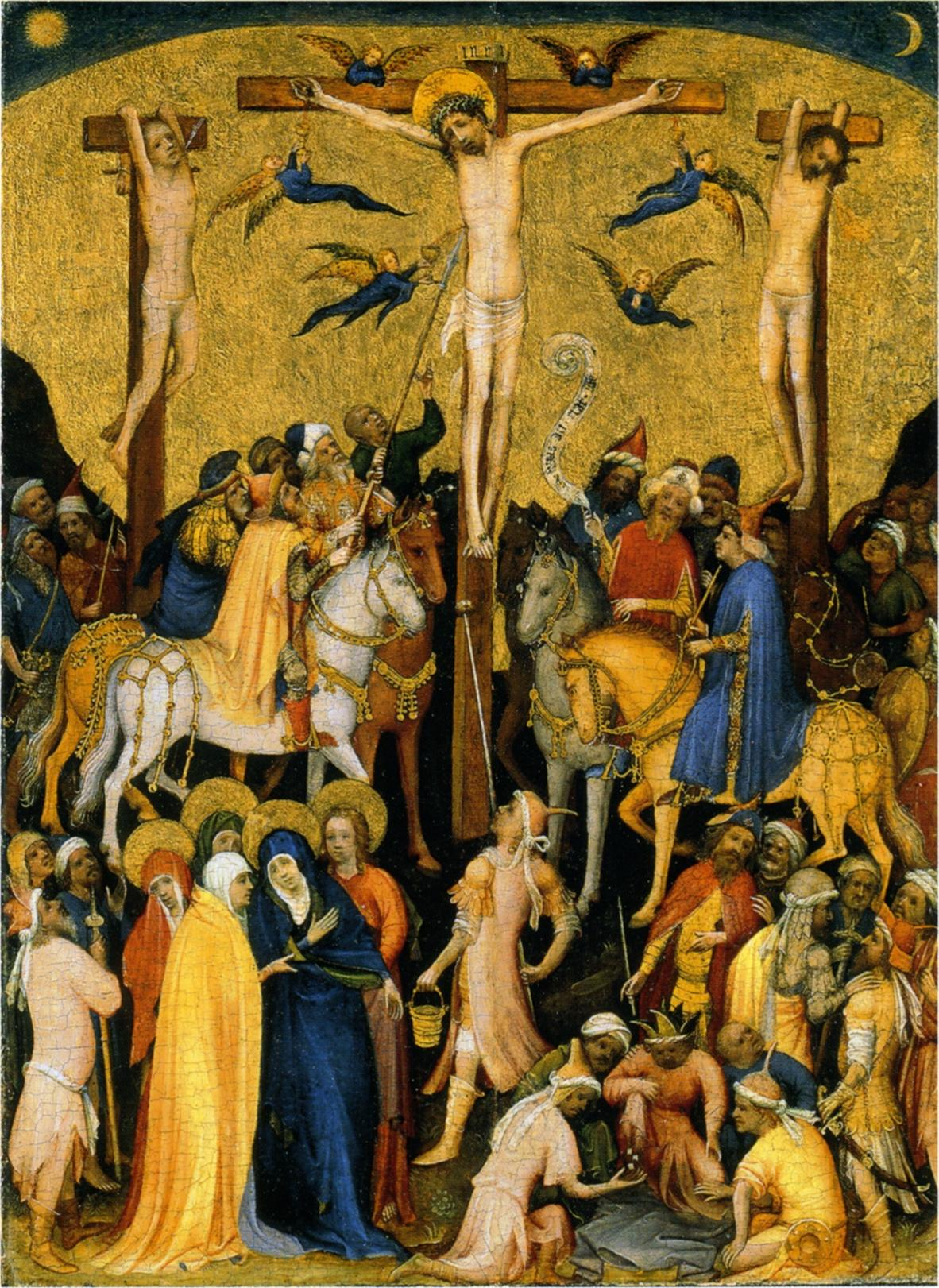
Mistr Svaté Veroniky: Malá Kalvárie, asi 1400
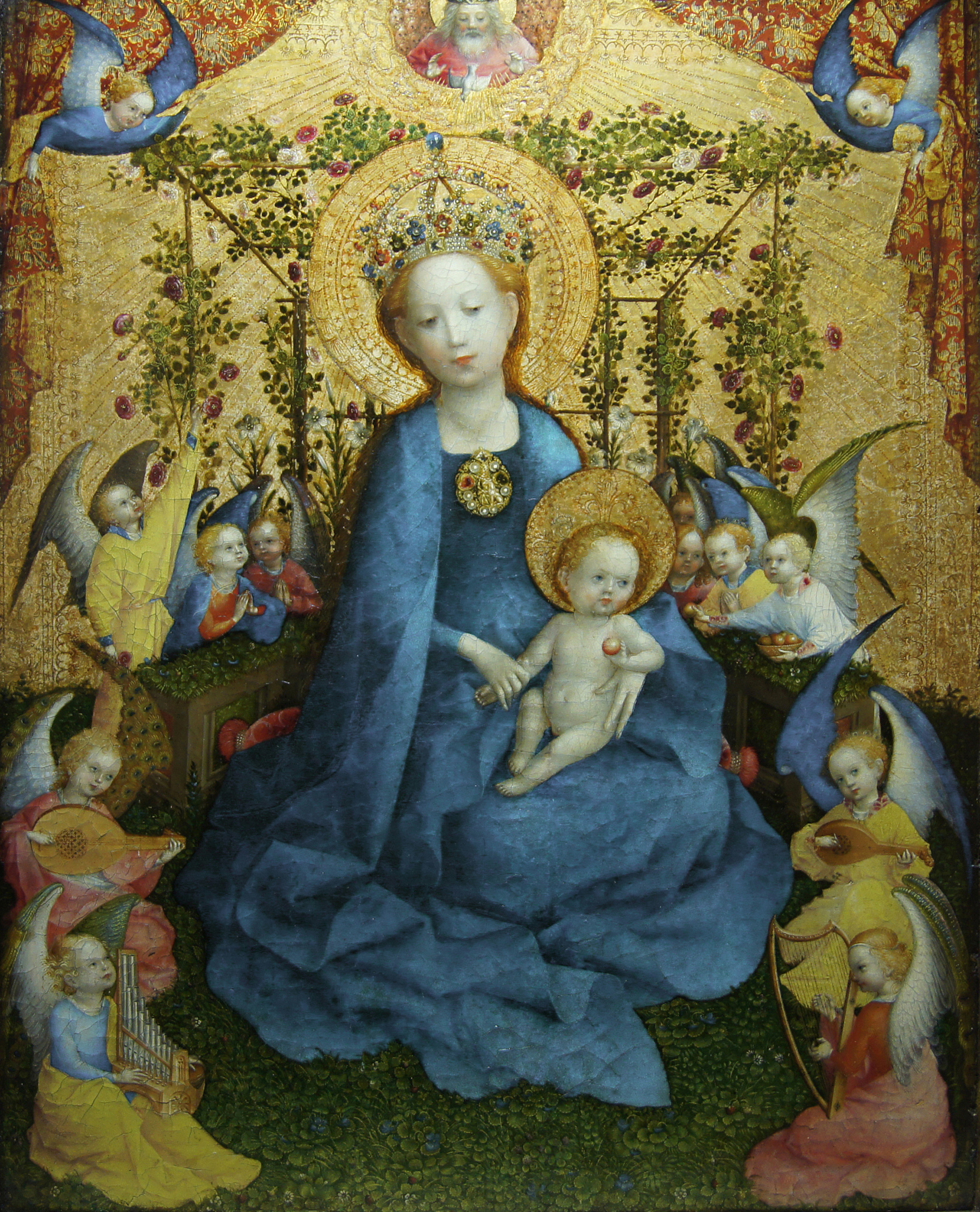
Stefan Lochner; Madona v růžovém loubí, asi 1448
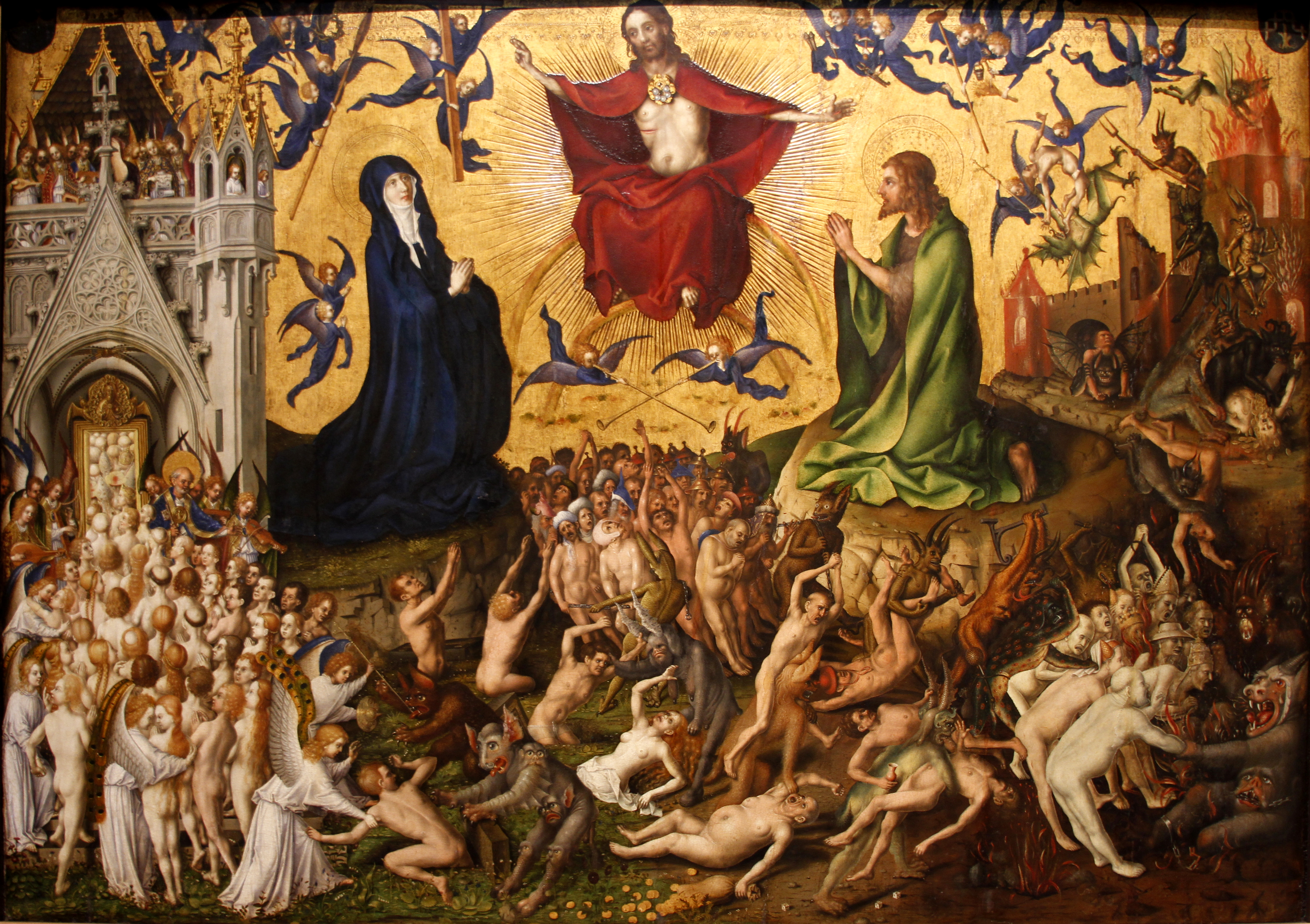
Stefan Lochner: Poslední soud, asi 1435
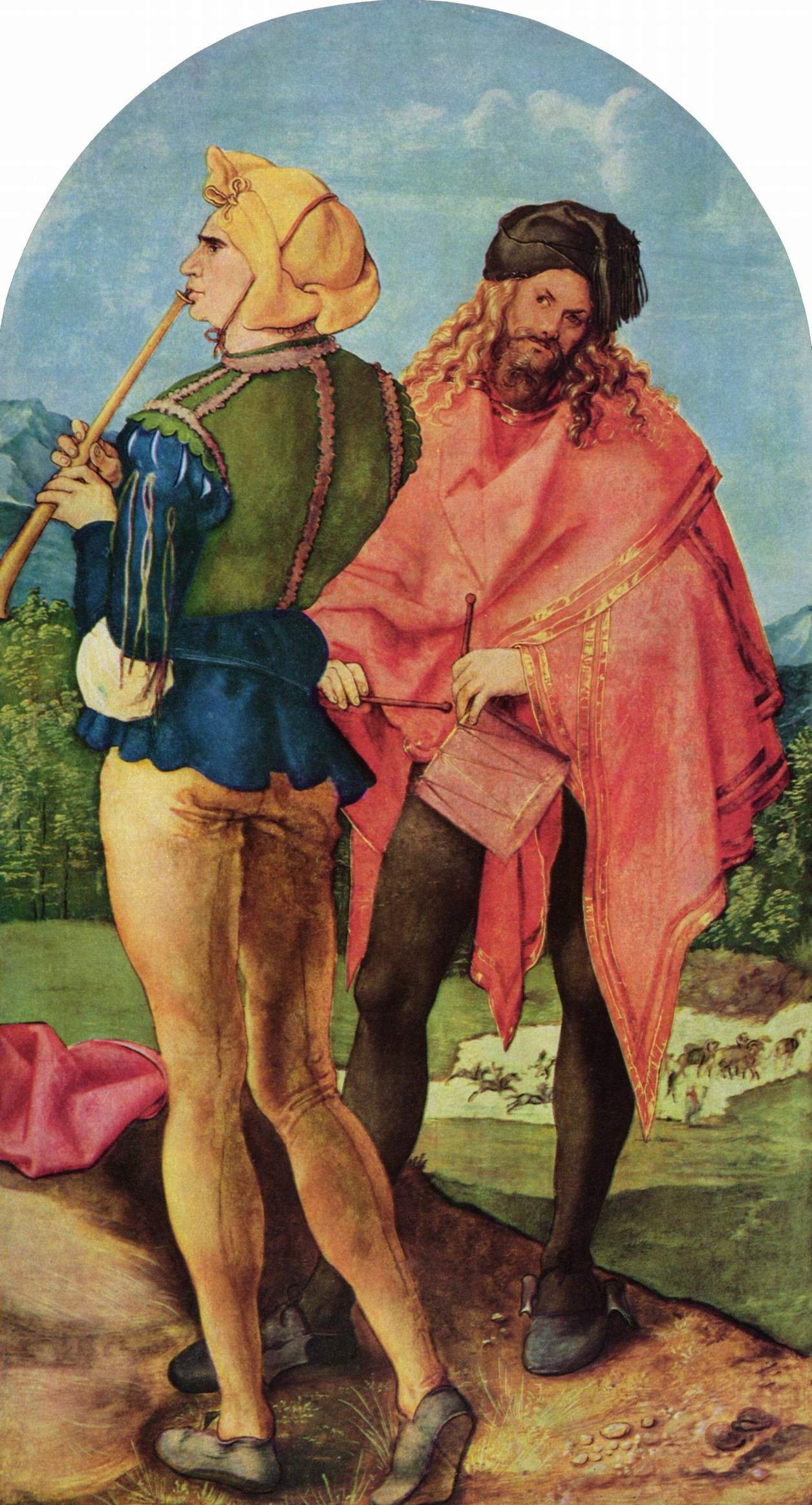
Albrecht Dürer: Pištec a bubeník, asi 1503
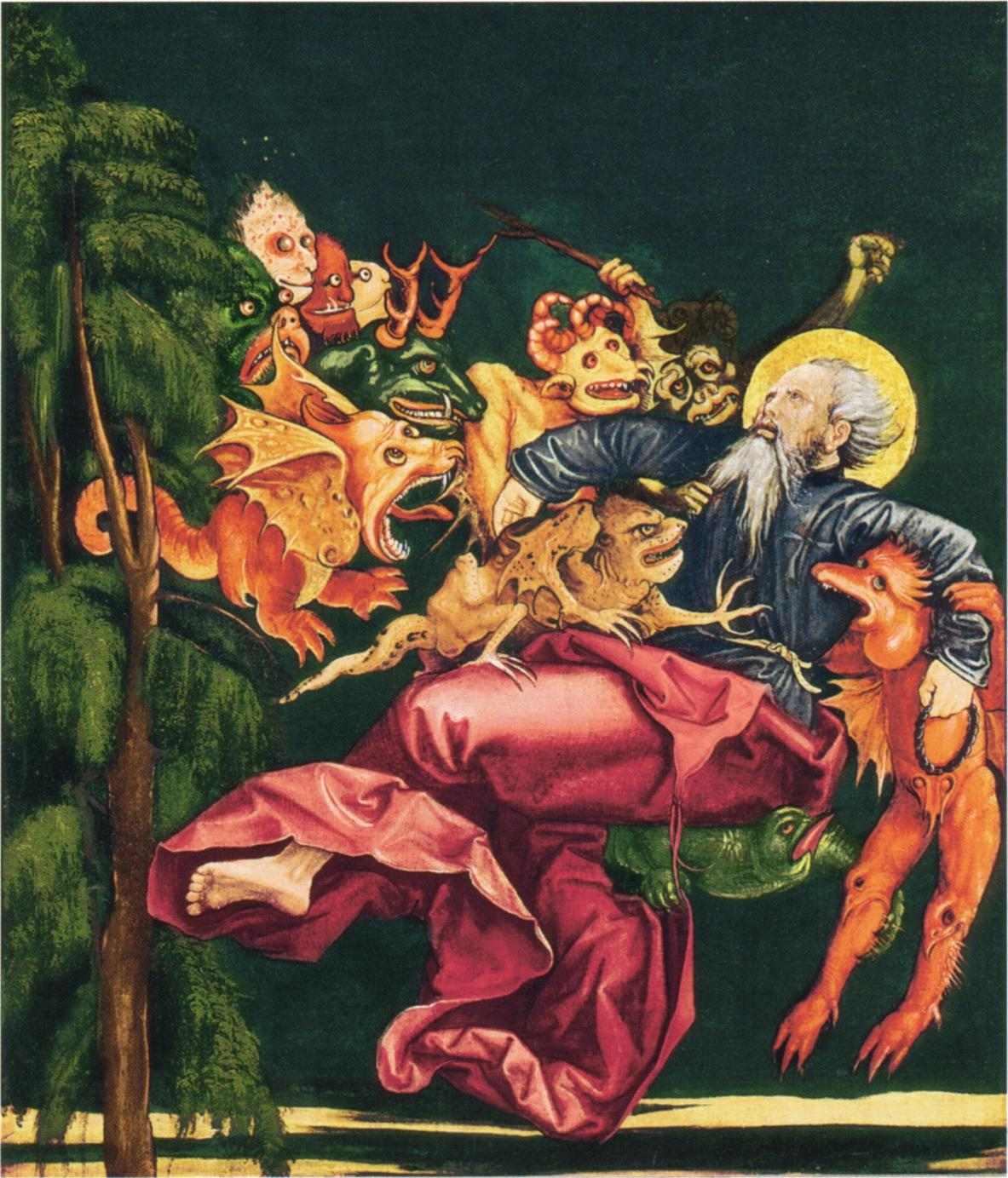
Ďáblové trápí sv. Antonína, oblast horního Rýna, asi 1520
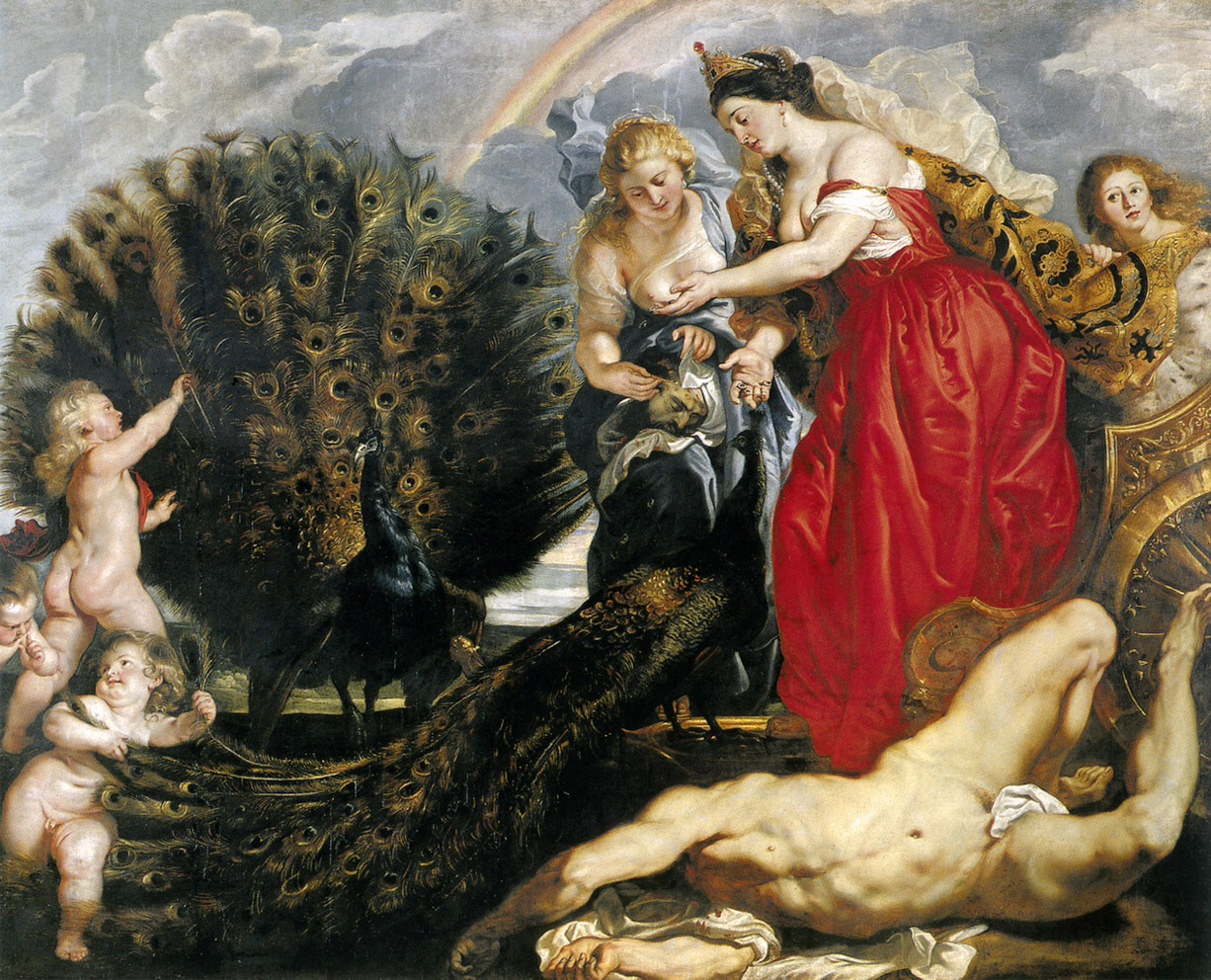
Peter Paul Rubens: Juno a Argus, asi 1610
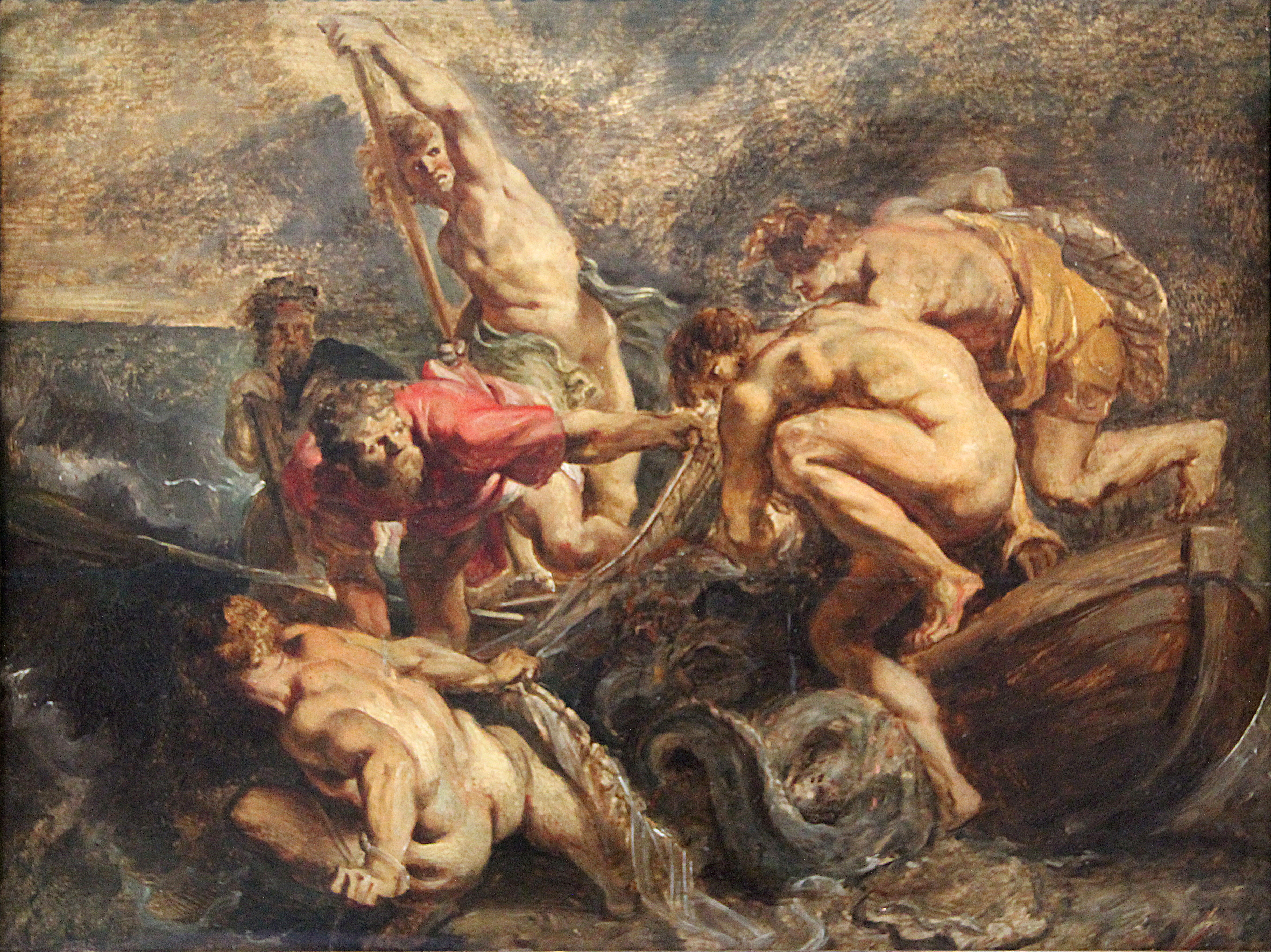
Peter Paul Rubens: Zázračný rybolov, asi 1610
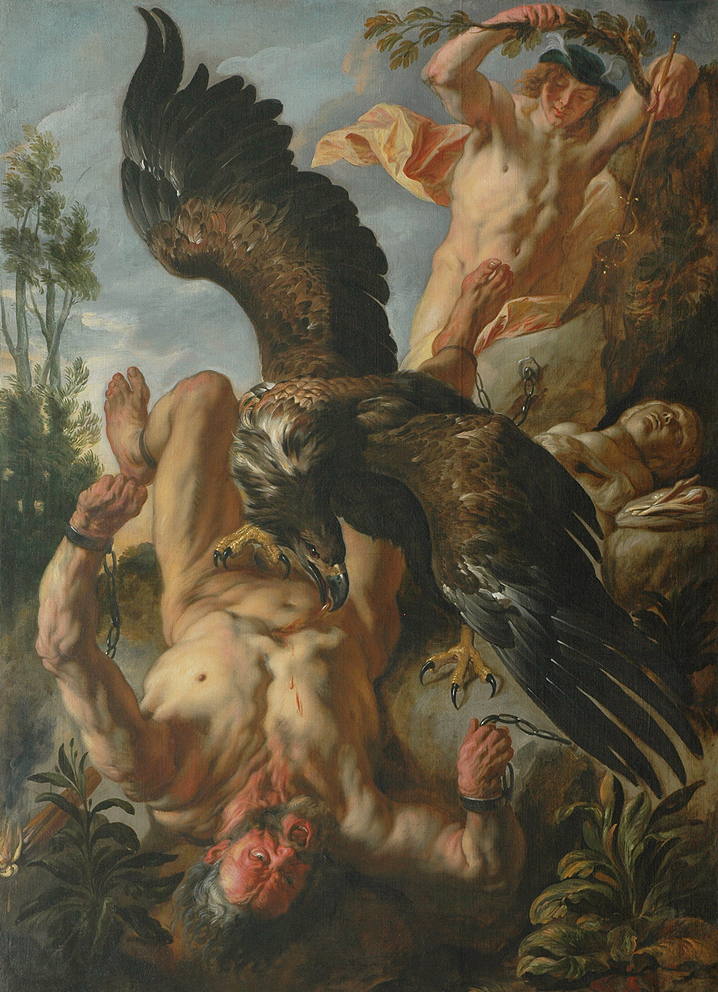
Jacob Jordaens: Spoutaný Prometheus, asi 1640
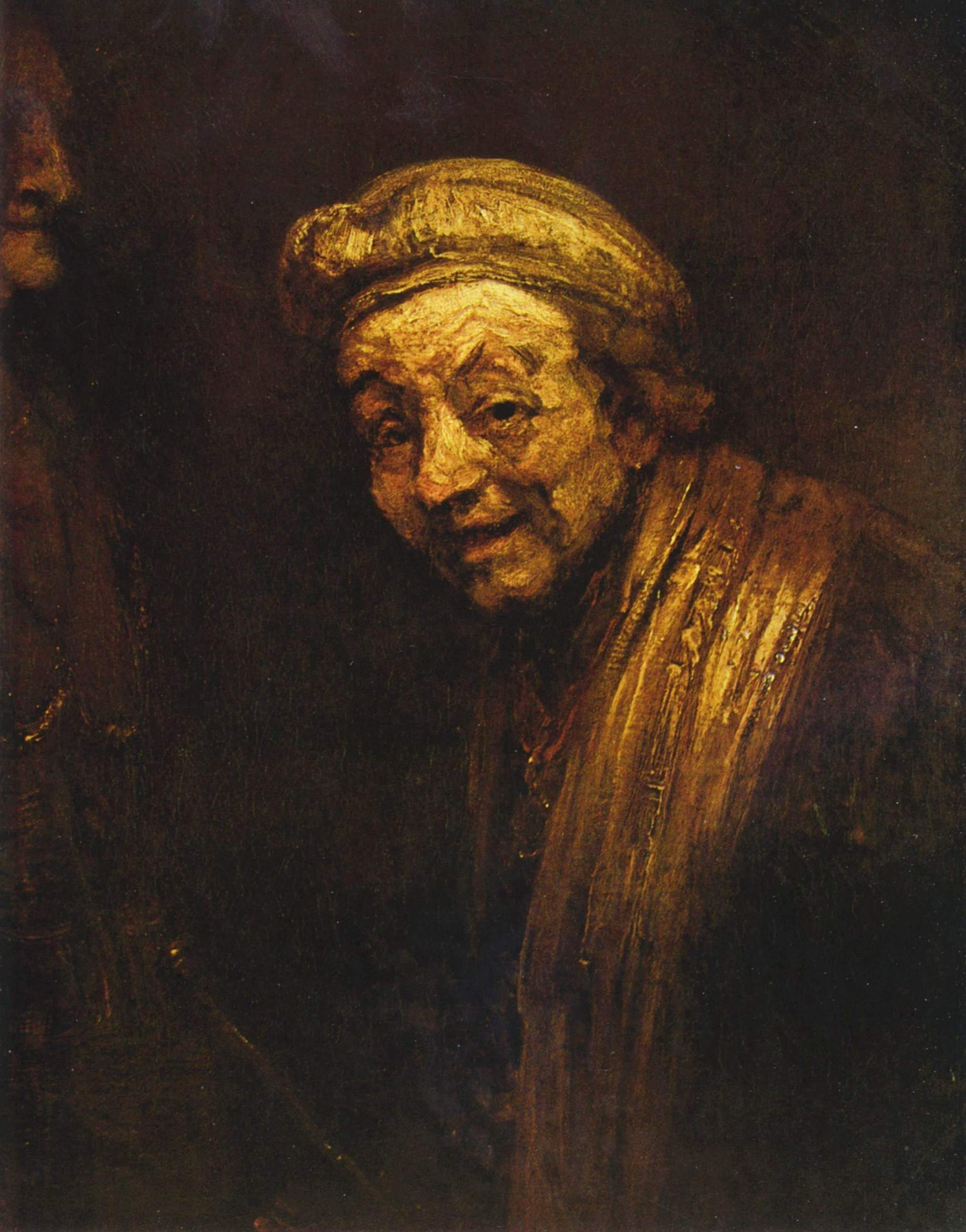
Rembrandt: Autoportrét, asi 1668
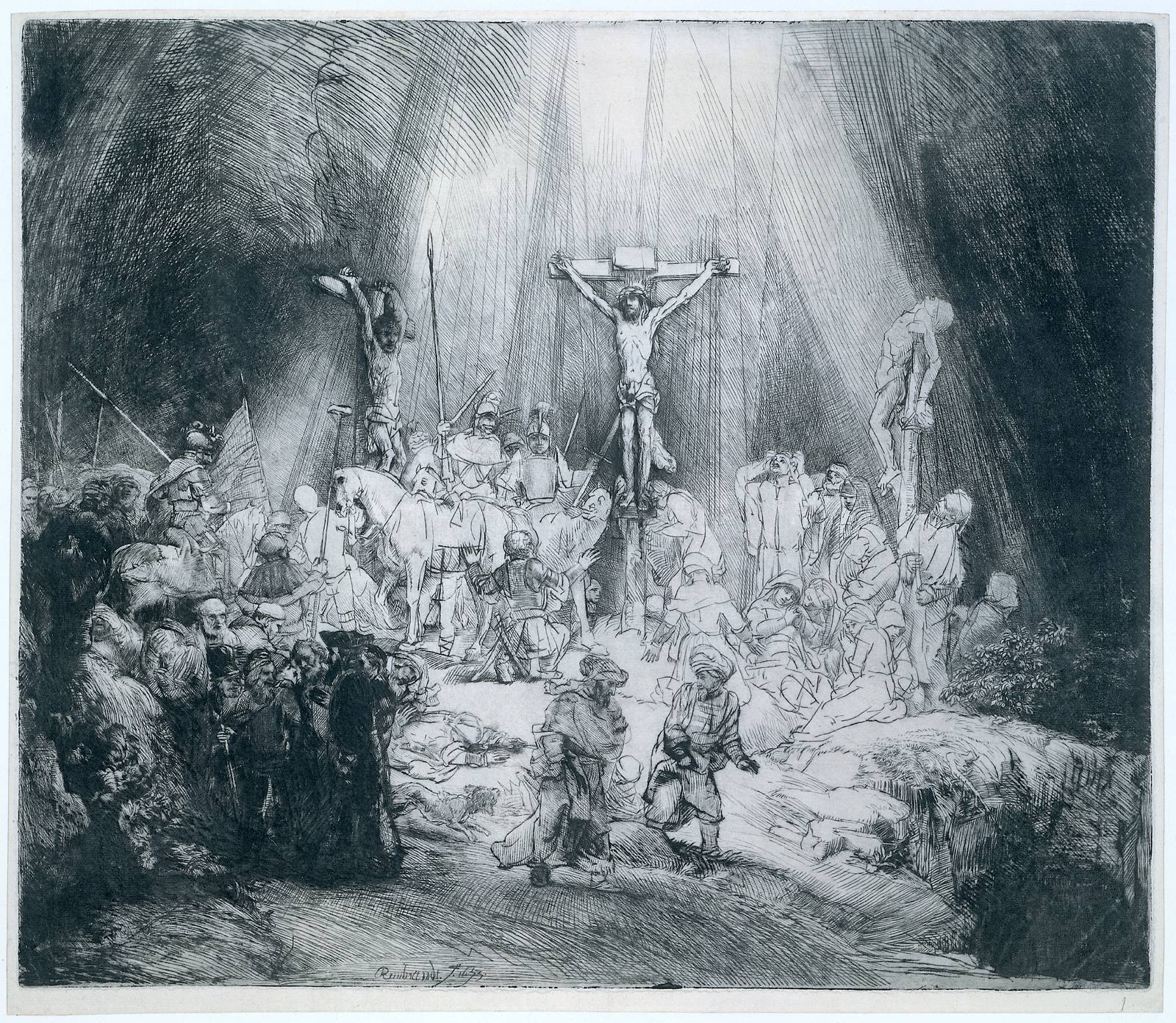
Rembrandt: Tři kříže, kresba 1653
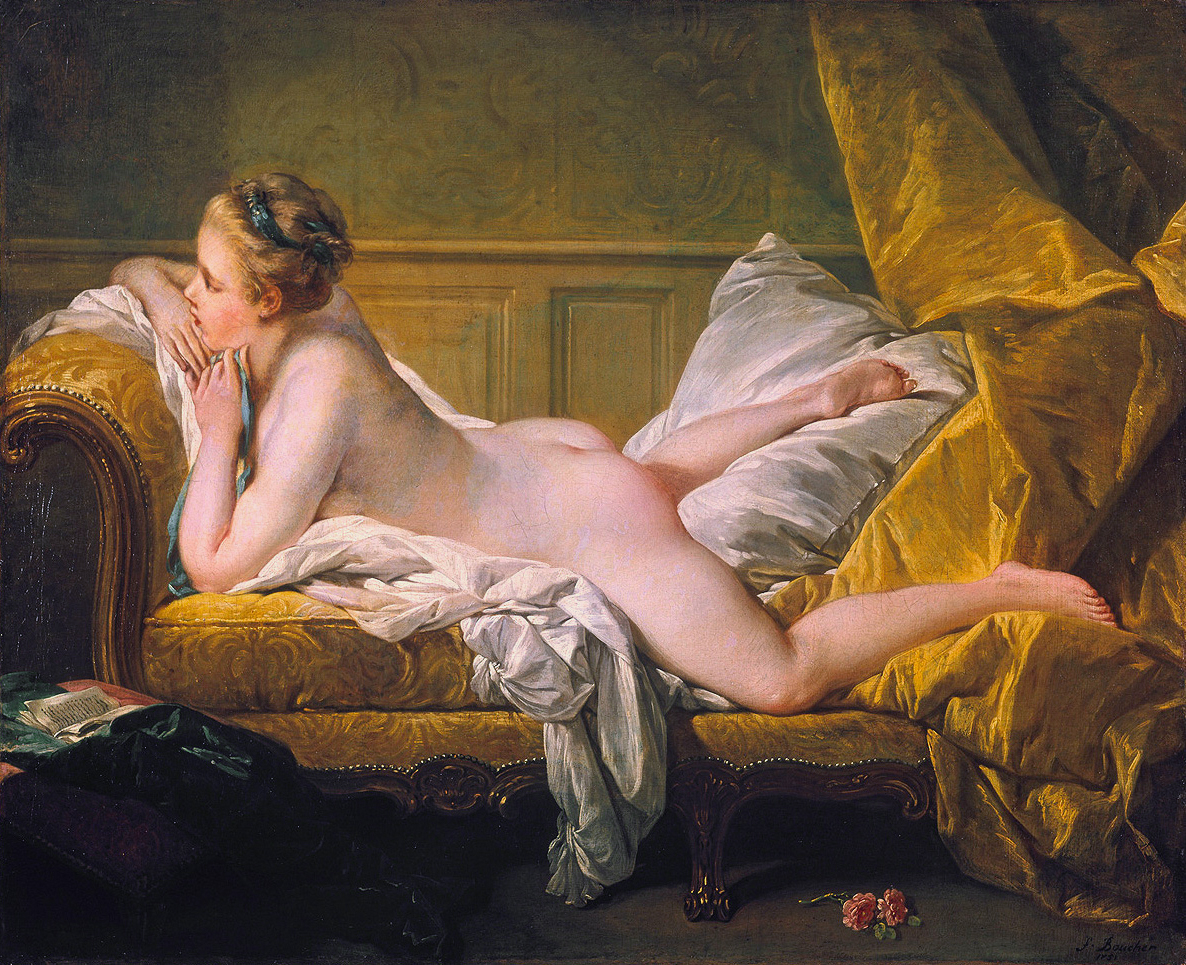
François Boucher: Odpočívající dívka (Marie-Louise O’Murphyová), 1751
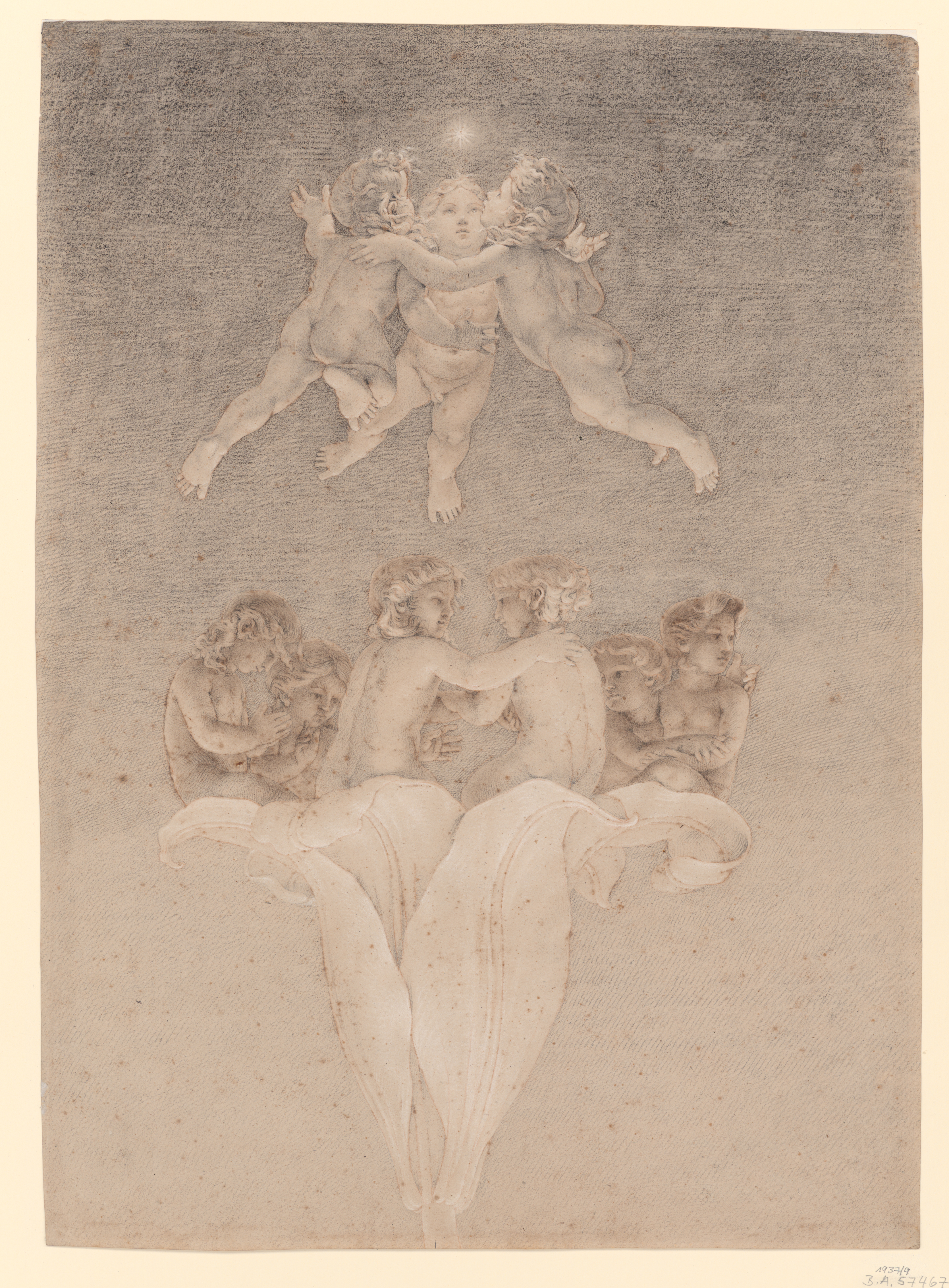
Philipp Otto Runge: Géniové na světelné lilii, tužka a křída na papíře, 1809
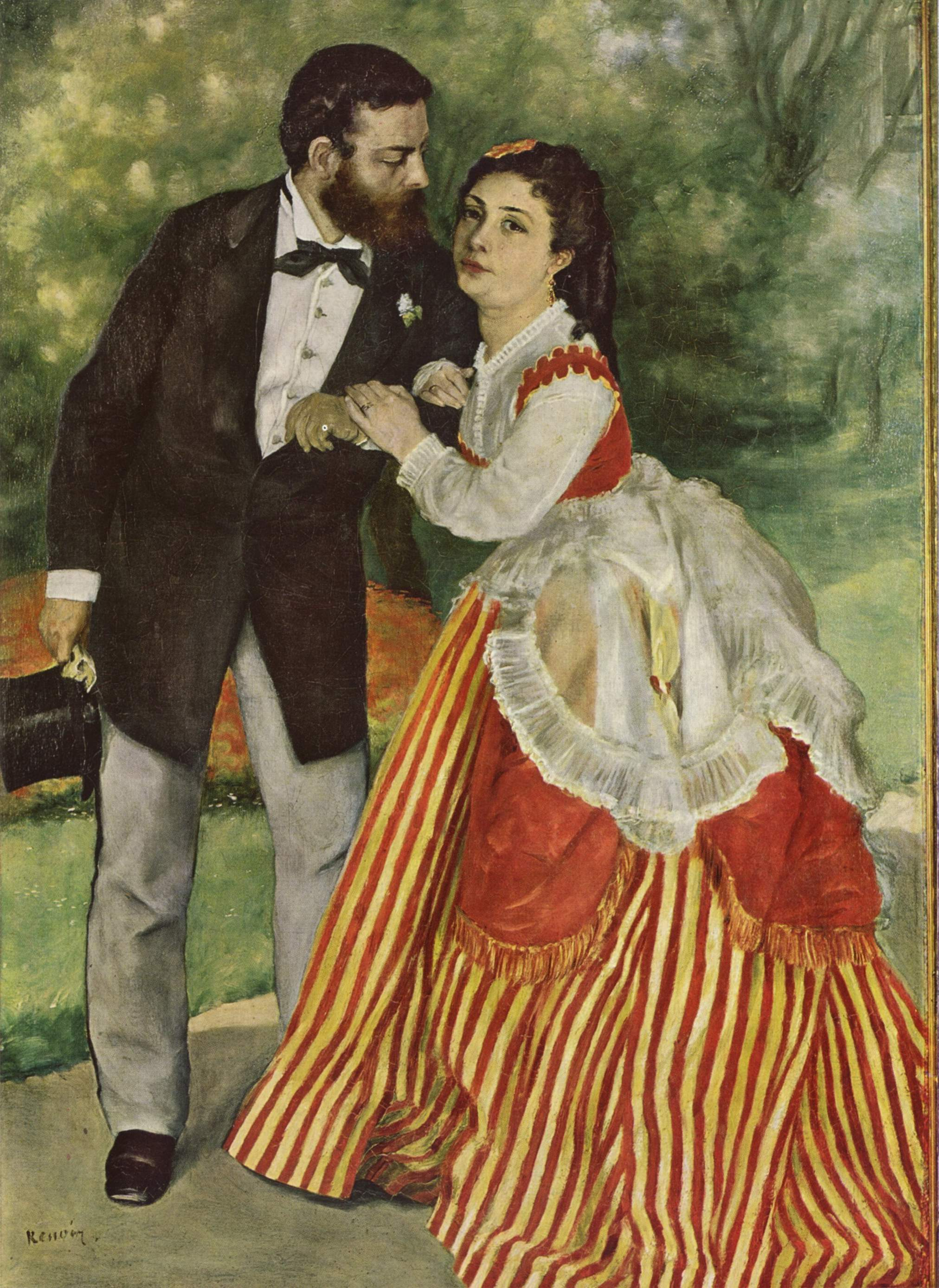
Pierre-Auguste Renoir: Snoubenci (Les fiancés), asi 1868
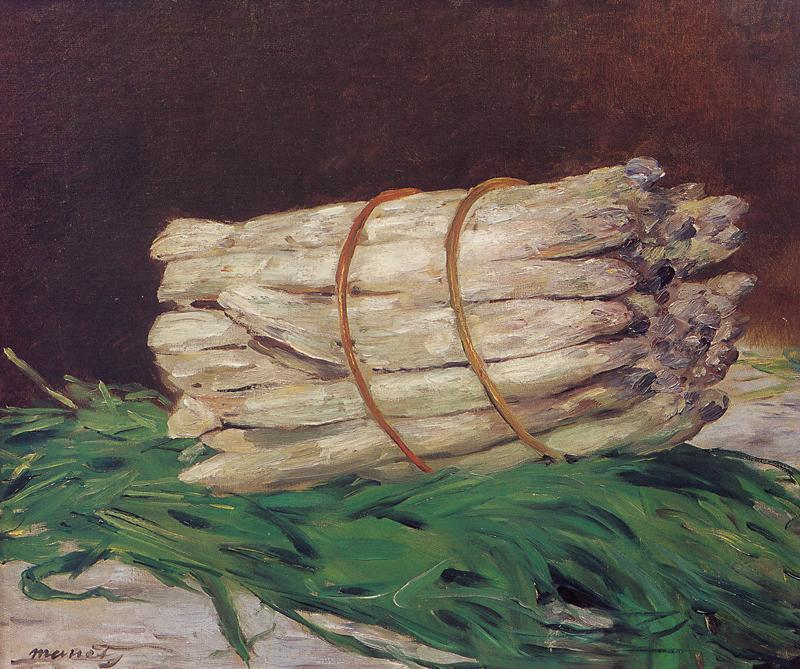
Édouard Manet: Svazek chřestu, 1880
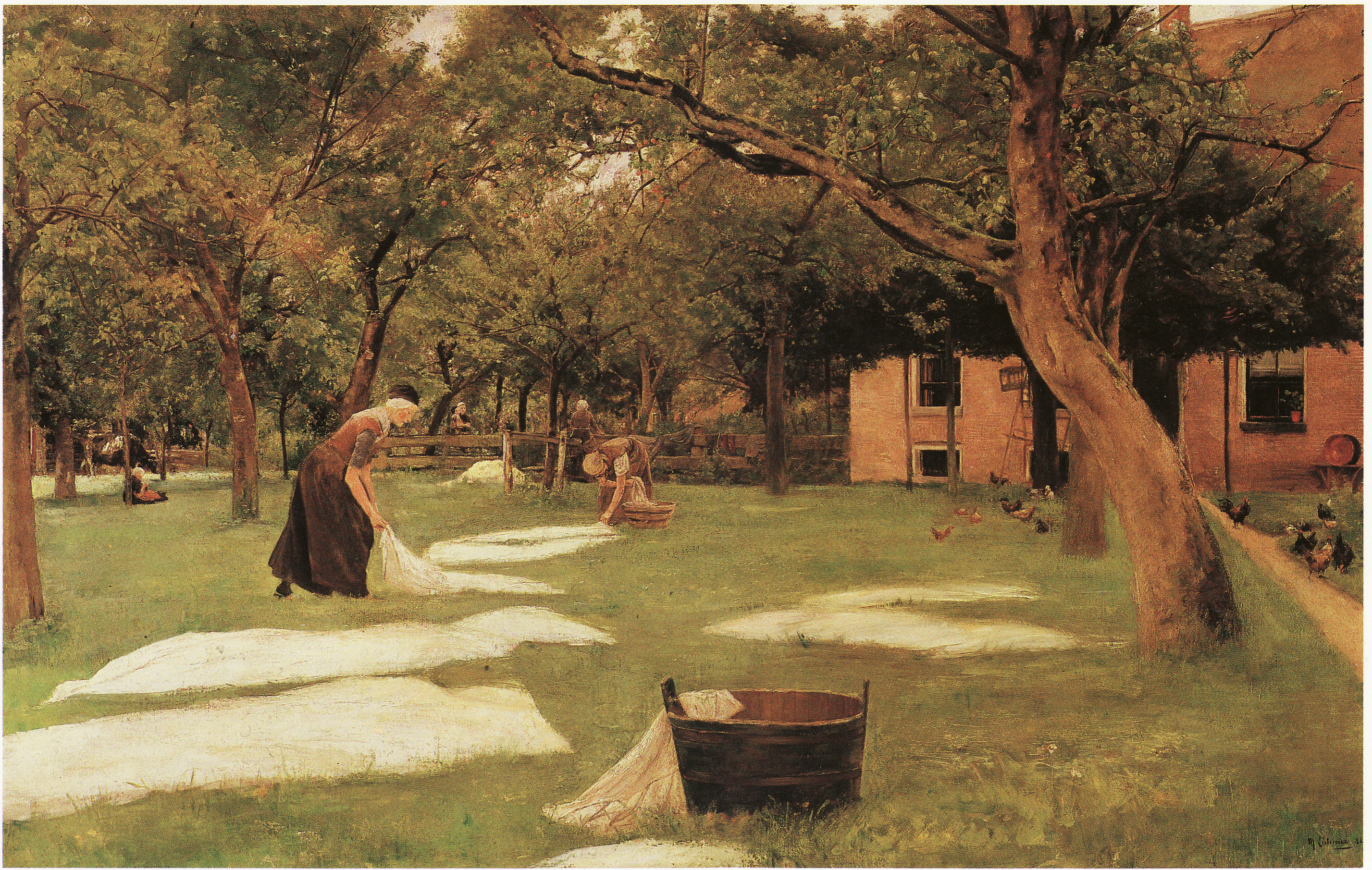
Max Liebermann: Bělidlo, 1882
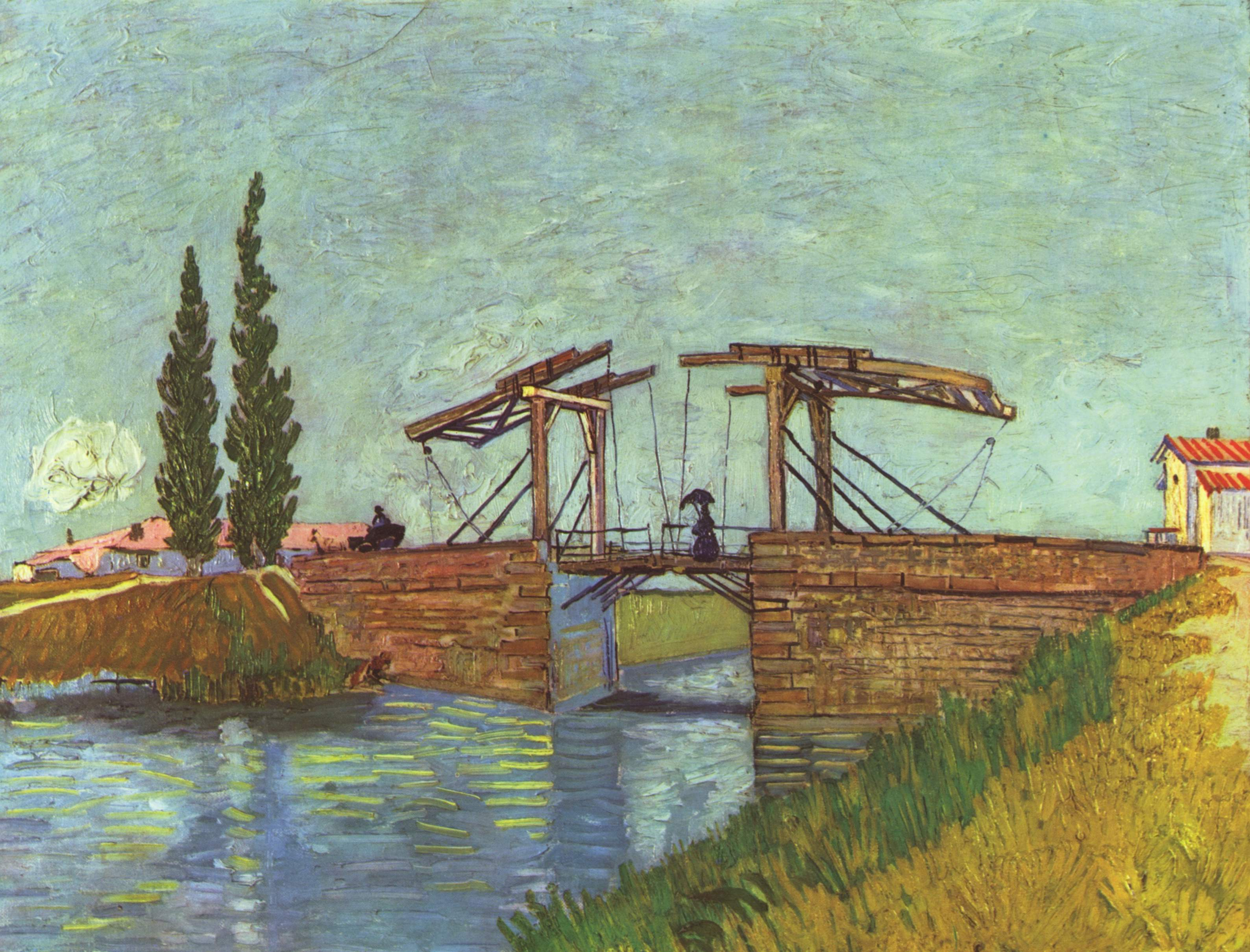
Vincent van Gogh: Most v Langlois, 1888
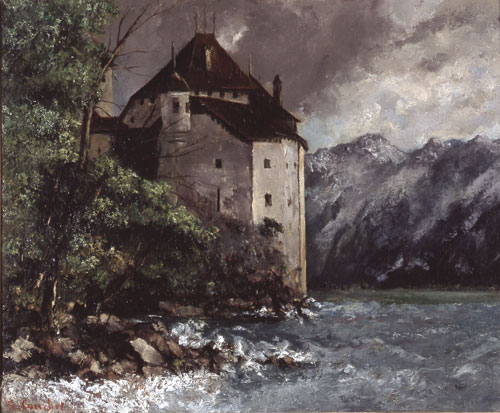
Gustave Courbet: Zámek Chillon, 1873
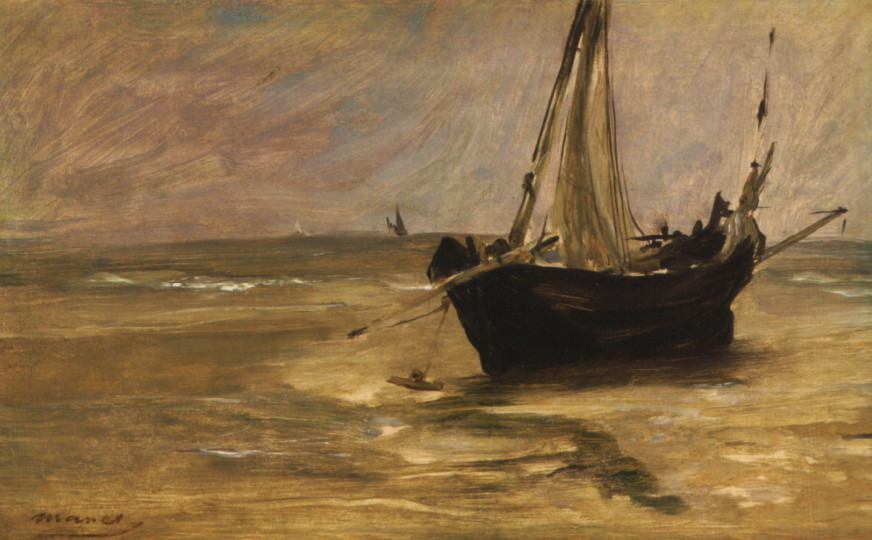
Édouard Manet: Rybářský člun na břehu v Bercku, 1873
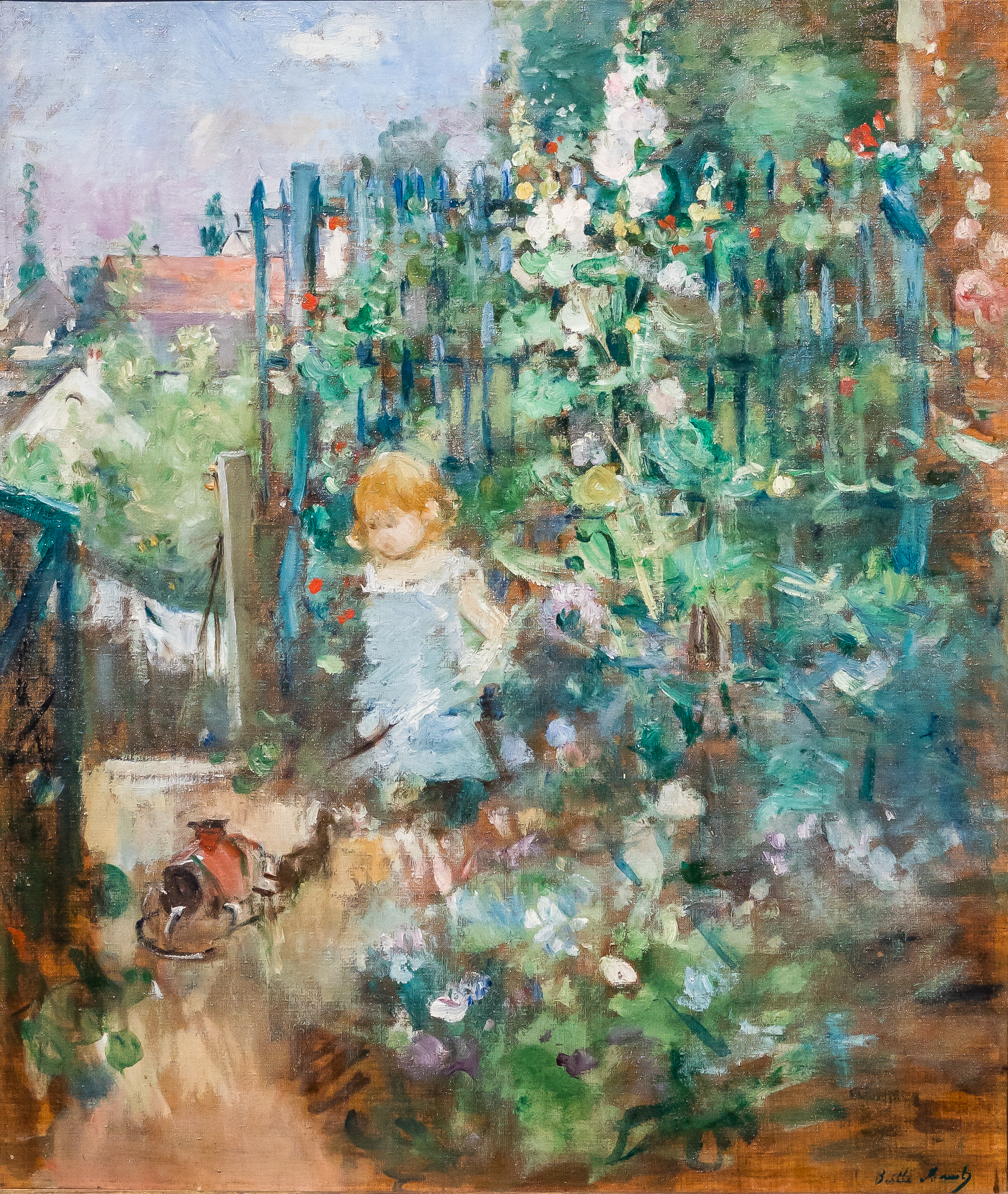
Berthe Morisotová: Dítě u růžového keře, 1881
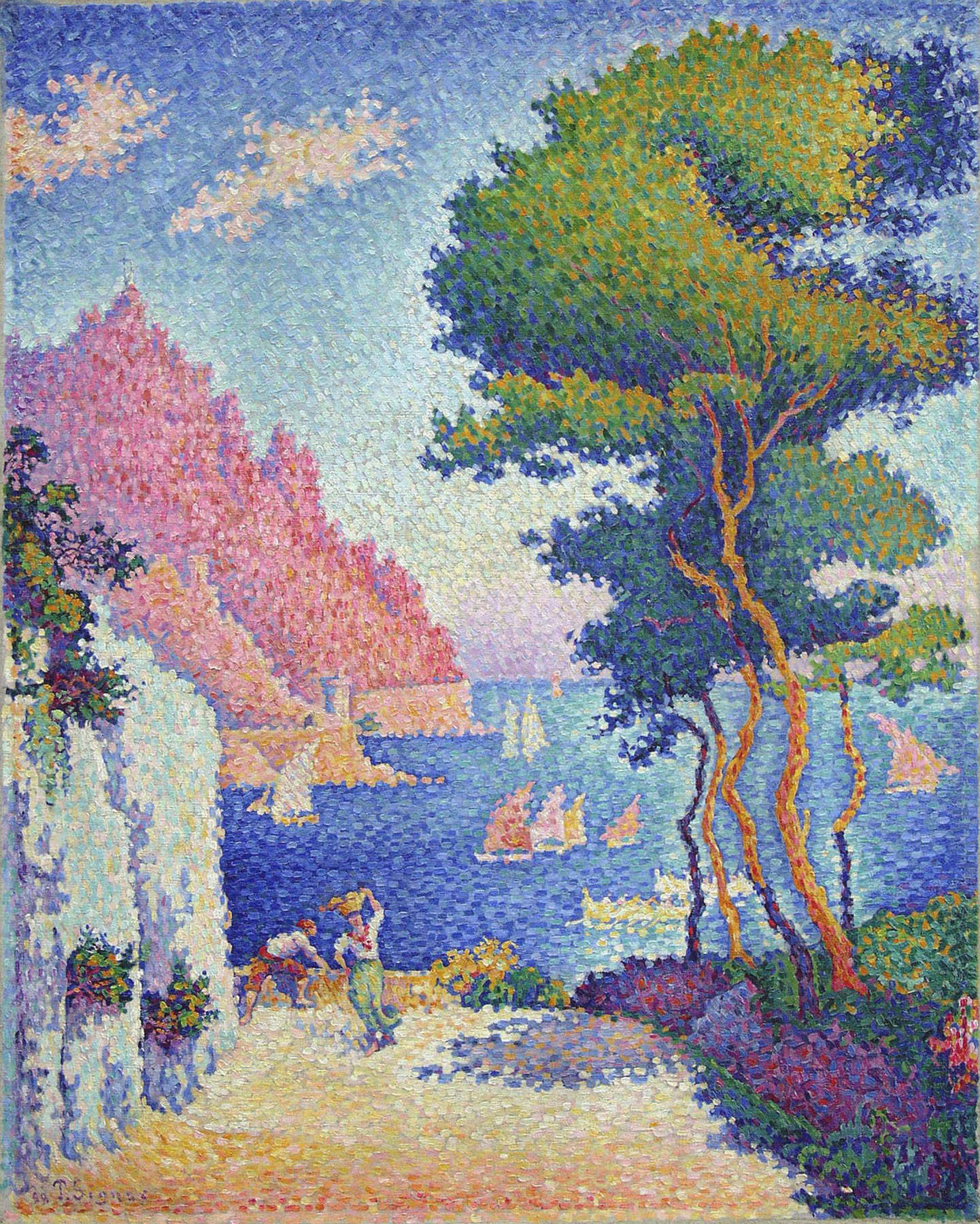
Paul Signac: Capo di Noli, 1898